# Papilio appalachiensis
Espèce
Synonymes
- Pterourus appalachiensis Pavulaan & Wright, 2002[1]

Papilio appalachiensis ou Machaon tigré des Appalaches est une espèce d'insectes lépidoptères (papillons) de la famille des Papilionidae, de la sous-famille des Papilioninae et du genre Papilio.

## Systématique
L'espèce Papilio appalachiensis a été initialement décrite en 2002 par les entomologistes américains Harry Pavulaan (d) et David M. Wright (d) sous le protonyme de Pterourus appalachiensis.

## Noms vernaculaires
Papilio appalachiensis se nomme Appalachian Tiger Swallowtail en anglais.

## Description

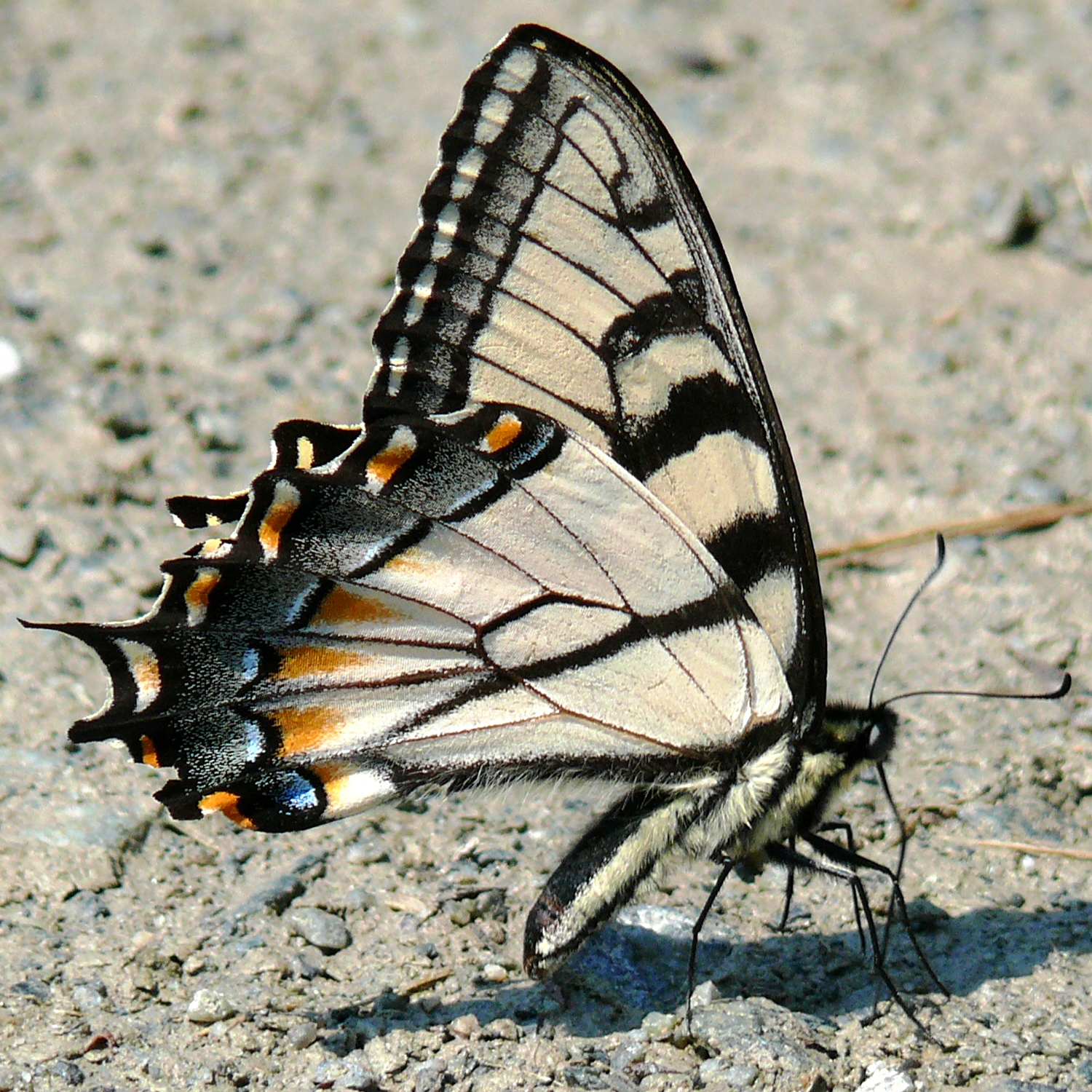
Revers.

Papilio appalachiensis est un grand papillon qui ressemble à Papilio glaucus en plus grand, de couleur jaune très clair rayé de noir, bordé d'une bande noire très étroite aux postérieures. Il présente sur le revers une bande submarginale de couleur bleu clair.

## Biologie

### Période de vol et hivernation
Il vole en une seule génération au printemps, de fin avril à fin juin en Caroline du Nord,.

### Plantes hôtes
La plante hôte de sa chenille pourrait être Prunus serotina.

## Écologie et distribution
Ce papillon est endémique des États-Unis et n'est présent que dans les montagnes Appalaches principalement dans les États de Pennsylvanie et Caroline du Nord.

### Biotope
Il réside en montagne, dans les forêts, près des rivières.

### Protection
Pas de statut de protection connu.

## Étymologie
Son épithète spécifique, composée de appalachi[an] et du suffixe latin -ensis, « qui vit dans, qui habite », lui a été donnée en référence au lieu de sa découverte, les Appalaches.

## Publication originale
- (en) Harry Pavulaan et David M. Wright, « Pterourus appalachiensis (Papilionidae: Papilioninae), a new swallowtail butterfly from the Appalachian region of the United States », The Taxonomic Report of The International Lepidoptera Survey, The International Lepidoptera Survey (d), vol. 3, no 7,‎ 15 juin 2002, p. 1-20 (ISSN 2643-4776 et 2643-4806, lire en ligne).